# Freistift
Ein Freistift (Zeitleihe auf Widerruf) war im Mittelalter eine Form des Lehnswesens.

## Rechtliche Bestimmungen und deren geschichtliche Entwicklung
Beim Freistift war es dem Grundherren erlaubt, den aufgenommenen Bauern jährlich abzustiften, d. h. dem Bauern von Jahr zu Jahr das Lehen zu kündigen und dem Bauern den Hof wegzunehmen und ihn anderweitig zu verwenden. Da sich diese Praxis jedoch oft auch zum Nachteil des Grundherren auswirkte, beispielsweise wenn nach Hungersnöten, Kriegen oder Seuchen die Bevölkerung zurückgegangen war, hielt sich diese Praxis nicht lange und wurde durch Schupflehen oder die Erbpacht abgelöst, so z. B. in ganz Tirol durch die Landesordnung von 1532. Der Bauer war dafür einer willkürlichen Abgabenerhöhung ausgeliefert. Starb der Lehnsnehmer, so konnte sein Sohn das Lehen neu empfangen, musste dafür jedoch die sogenannte Ehrung entrichten (bis zu 5 % des Realwertes), aus der später die Erbschaftsteuer entstand. Gleichzeitig wurde die ehemalige Leib- oder Kopfsteuer auf das Gut umgelegt, sodass zwar das Merkmal der Leibeigenschaft bald verloren ging, der Grund- bzw. Lehnsherr aber durch ordentliche und außerordentliche Steuern nach Belieben an der Steuerschraube drehen konnte.
Der Lehnsnehmer konnte mit Zustimmung des Grundherren auch seinen Besitz verkaufen, jedoch nur die Immobilien und den möglichen Ertrag. Der neue „Pächter“ musste nun die Anleit bezahlen, die dem Wert der Ehrung entsprach. Anleit (auch Anleite) ist ein mittelalterlicher Rechtsbegriff für „die Einweisung eines Berechtigten in den Besitz eines Grundstückes, eines Bauerngutes, eines städtischen Hauses oder einer sonstigen Liegenschaft“. Von daher steht Anleit auch für „die Übertragung eines grundherrschaftlichen Gutes an den neuaufziehenden Grundholden“ und das dafür zu entrichtende Entgelt.